# تومسون كامبل
تومسون كامبل (بالإنجليزية: Thompson Campbell)‏ هو محامي وسياسي أمريكي، ولد في 1811 في جمهورية أيرلندا، وتوفي في 6 ديسمبر 1868 في سان فرانسيسكو في الولايات المتحدة. حزبياً، نشط في الحزب الجمهوري والحزب الديمقراطي. وقد انتخب عضو جمعية ولاية كاليفورنيا وانتخب عضو مجلس النواب الأمريكي.